# Scammell Pioneer Semi-Trailer
Der Scammell Pioneer Semi-Trailer war ein von 1937 bis 1944 produzierter britischer Artillerieschlepper von Scammell. Er basierte auf dem Scammell Pioneer und wurde im Zweiten Weltkrieg von der britischen Armee verwendet.

## Modellhistorie
Der Scammell Pioneer stammte von in den 1920er-Jahren entwickelten Lkws von Scammell ab, die wegen der damals schmalen Straßen schmal gebaut waren. Die Kombination aus guter Geländegängigkeit und Traktion mit einem niedrig drehenden Gardner-6-Zylinder-Dieselmotor bot große Durchzugskraft auf unebenem Boden. Die Britische Armee setzte den Pioneer für viele Anwendungen während des Krieges ein, vor allem zum Ziehen von Geschützen, aber auch zum Schleppen von defekten oder beschädigten Panzern. Hierbei konnten maximal 20 Tonnen bewegt werden. Dies führte zur Entwicklung des Pioneer Semi-Trailer, der bis zu 30 Tonnen Schleppen konnte. Dabei war der Trailer/Anhänger mehr oder weniger fest mit der Zugmaschine verbunden und nicht (ohne größeren Aufwand) demontierbar wie moderne Sattelschlepper. Walzrampen wurden verwendet, um den Panzer auf den Anhänger mittels Zugwinde zu ziehen. Äußerlich kaum unterschiedlich zum Pioneer hatte der Pioneer Semi-Trailer ein längeres Chassis für größere Hinterräder und ein längeres Führerhaus, in dem die Panzerbesatzung als Passagiere untergebracht werden konnte.

## Einsatz
Über 500 dieser Lastzüge wurden an die britische Armee geliefert und kamen als Bergefahrzeuge zum Einsatz. Ein Problem stellte der Transport von amerikanischen Panzern auf britischen Straßen dar. Das höhere Profil der US-Panzer brachte es mit sich, dass gelegentlich die Fahrzeuge nicht unter Brücken passten. Dies hatte zur Folge, dass die Kombination in der Nachkriegszeit nicht weiter beibehalten werden sollte, weswegen die Produktion des Pioneer Semi-Trailer bereits beim sich abzeichnenden Sieg der Alliierten im Jahr 1944 eingestellt wurde. Viele der produzierten Exemplare wurden nach dem Krieg verschrottet, nur wenige wurden bei der Armee weiter genutzt oder für zivile Nutzung verkauft.

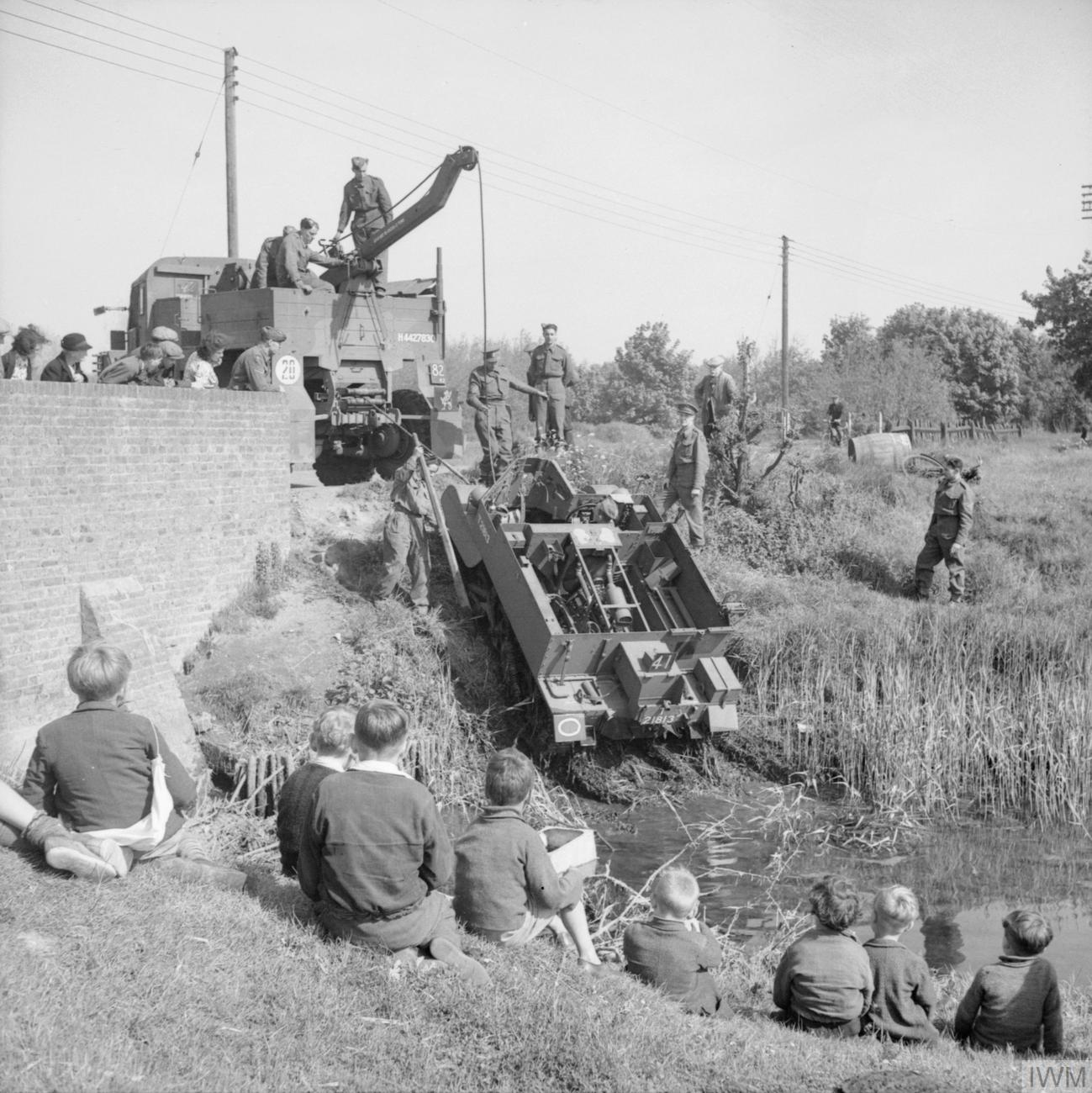
Bergung eines Bren Carrier in Ore bei Sussex am 3. Juni 1941
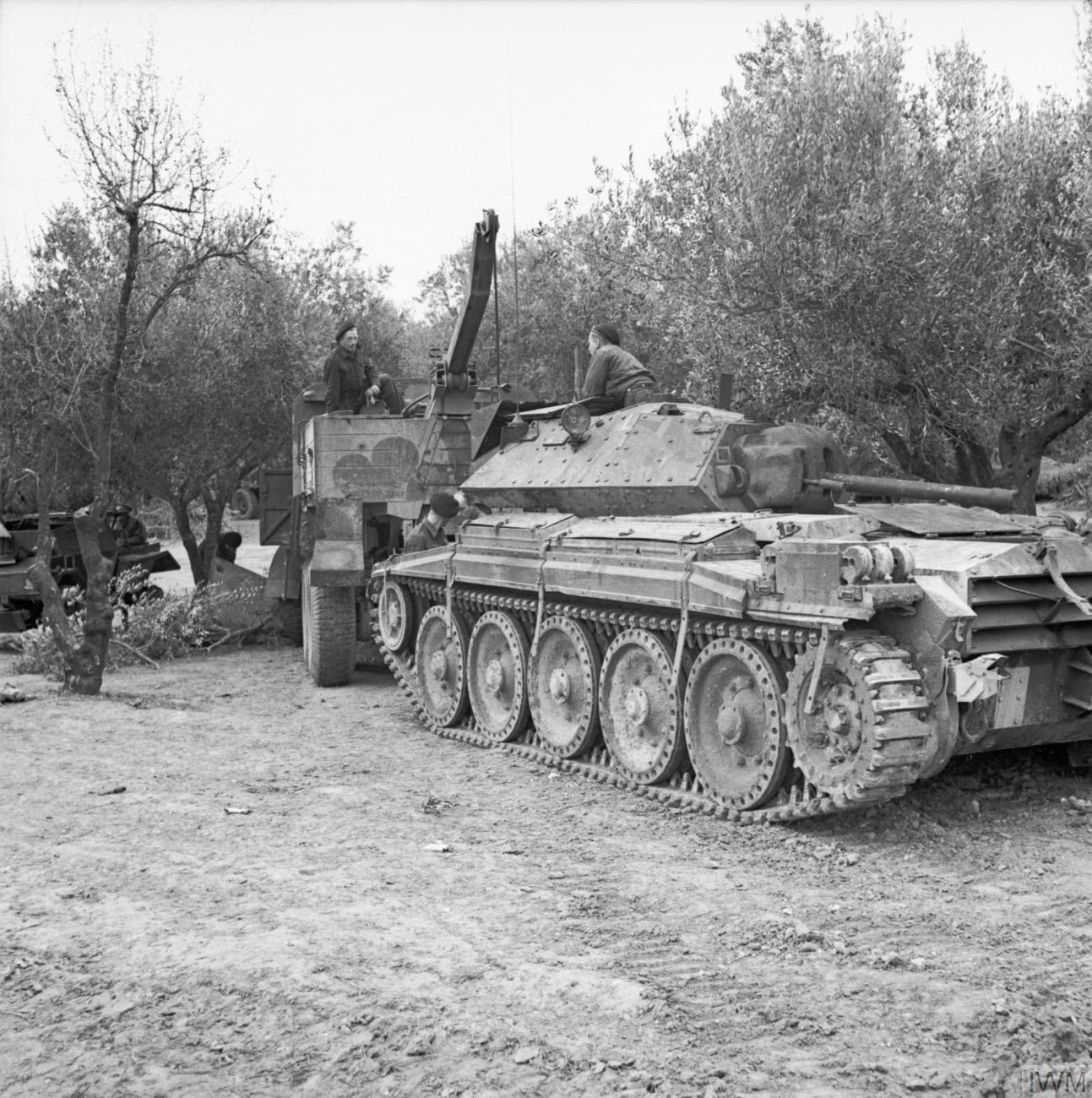
Abschleppen eines Cruiser Tank Mk VI Crusader in Tunesien 1943